# AMX-13
AMX-13 là một kiểu xe tăng hạng nhẹ do Tập đoàn Giat (nay là Tập đoàn Nexter), Pháp sản xuất từ năm 1953 đến 1985. AMX 13 được các chuyên gia đánh giá là thiết kế thành công nhất của nước Pháp. AMX-13 được sử dụng rộng rãi ở nhiều quốc gia trên thế giới, đã có 7700 chiếc AMX 13 được sản xuất, 3400 trong số đó được bán ra nước ngoài. Tập đoàn Nexter đóng cửa dây chuyền sản xuất AMX 13 năm 1987. Hiện nay, AMX-13 có mặt trong thành phần lực lượng thiết giáp của 25 quốc gia, riêng Quân đội Pháp đã loại bỏ AMX 13 ra khỏi biên chế các đơn vị chiến đấu vào thập niên 1980.

## Lịch sử
Năm 1946, Chính phủ Pháp ra quyết định thiết kế loại xe tăng hạng nhẹ có cấu trúc đặc biệt. Yêu cầu kỹ thuật phải đảm bảo loại xe tăng này khoảng 13 tấn để có thể vận chuyển bằng đường không. Tập đoàn Giat được giao thực hiện dự án này, Năm 1948, mãu thử nghiệm đầu tiên được lắp ráp hoàn chỉnh và sẵn sàng cho các cuộc thử nghiệm. Sau 2 năm chạy thử, năm 1952, Pháp đã đưa vào sản xuất hàng loạt hơn 3.000 các xe tăng chiến đấu hạng nhẹ AMX 13 với nhiều thay đổi. Những chiếc AMX 13 đầu tiên chính thức được chuyển giao cho Quân đội Pháp vào năm 1953. Khung gầm của AMX 13 được sử dụng đế lắp đặt pháo 105mm, pháo 155mm và pháo tự động 30mm. Bằng cách trang bị thêm hệ thống phóng tên lửa chống tăng điều khiển SS-11 và hệ thống phóng tên lửa chống tăng điều khiển HOT, AMX 13 có thể được sử dụng để diệt tăng. Do trọng lượng nhẹ, AMX 13 còn đóng vai trò làm xe trinh sát. 

## Cấu trúc
Cấu trúc của AMX-13 khác hoàn toàn với các dòng xe tăng hạng nhẹ thông thường. Động cơ được bố trí phía trước xe, nằm tiếp sau là khoang điều khiển, cuối cùng là khoang chiến đấu. Cách bố trí này giống với một số loại xe thiết giáp chở quân như M113 sau này, hơn là xe tăng truyền thống. AMX-13 là xe tăng đầu tiên được trang bị hệ thống nạp đạn tự động cho pháo chính.

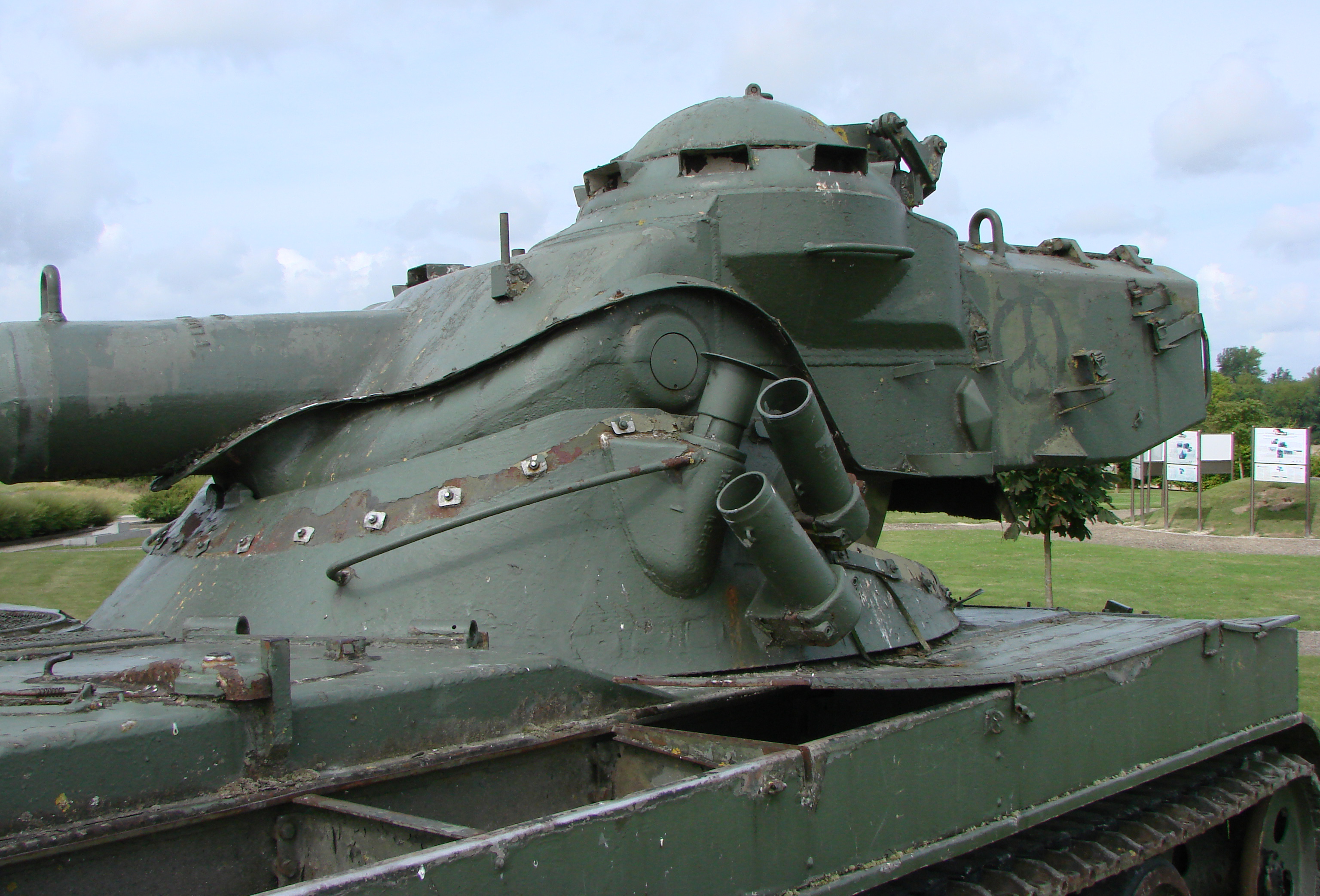
Tháp pháo của AMX-13

Vấn đề cân bằng cho xe tăng khi tác xạ được giải quyết bằng việc tiếp nhận tháp pháo kiểu đung đưa (oscillating) hay còn gọi là trục quay (trunnion). Nó gồm hai phần: trên và dưới. Phần dưới được lắp như tháp pháo trên các xe tăng thông thường. Phần trên với pháo chính được gắn vào hai trục nâng, có thể di chuyển theo phương thẳng cho pháo thủ khi ngắm mục tiêu. Điều đó cho phép ngoài việc bố trí 2 người thuộc kíp xe trong tháp pháo, có thể lắp thêm hai hộp tiếp đạn dạng xoay với 6 viên đạn trong mỗi hộp. Với sự trợ giúp này, cho phép pháo chính có khả năng nạp đạn tự động. Do sự giật về phía sau của nòng pháo, trong hộp tiếp đạn xảy ra sự xoay và đẩy (giải phóng) viên đạn tiếp theo – sẽ trượt và được đưa lên tang quay, có trục khớp với trục nòng pháo. Sau đó viên đạn được đẩy tự động vào nòng và thực hiện sự tác xạ. Sự tiếp nhận thiết bị này không chỉ cho phép tốc độ bắn của pháo đạt 10 đến 12 viên/phút mà còn rút gọn kíp xe xuống còn 3 người. Vị trí của lái xe được bố trí ba kính tiềm vọng để quan sát, xa trưởng ngồi ở bên trái của tháp pháo, được trang bị tám kính viễn vọng và ở vị trí của thủ có hai kính viễn vọng.

## Vũ khí trang bị

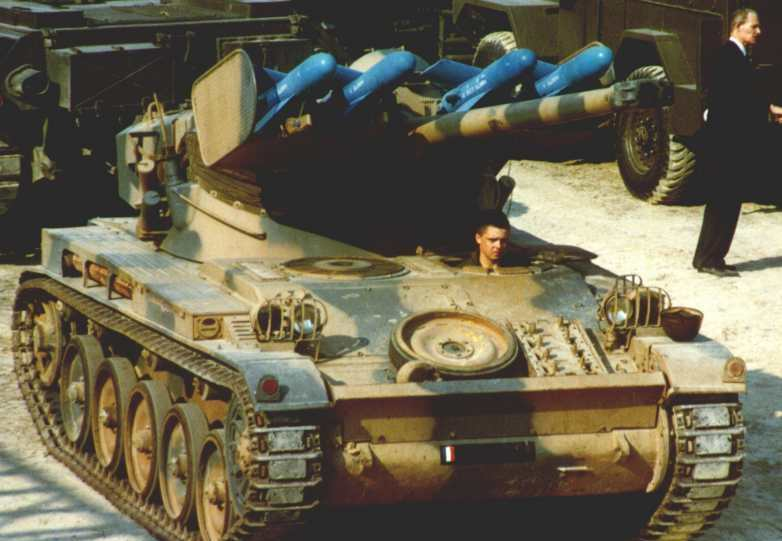
AMX-13 được trang bị 4 hệ thống phóng tên lửa chống tăng điều khiển SS.11

Sự khác nhau giữa các xe tăng AMX-13 chủ yếu nằm ở kiểu tháp pháo và hệ thống vũ khí trang bị trên xe. Trên các phiên bản đầu tiên, AMX-13 lắp pháo FL-10 nòng rãnh xoắn 75mm, đến năm 1966 được thay thế bằng pháo 90mm với bộ hãm đầu nòng và thiết bị hút khói. Dành cho các quân đoàn thuộc địa, có AMX-13 với tháo pháo FL-11 trang bị pháo nòng ngắn 75mm. Dành cho xuất khẩu là AMX-13 với tháp pháo FL-12 với pháo 105mm, bắn được đạn pháo cùng loại với đạn pháo trên AMX-30, nhưng ít thuốc nổ hơn. Phiên bản cuối cùng trang bị tháp pháo FL-15, được thiết kế năm 1983 trên cơ sở FL-12 và được trang bị hệ thống điều khiển hỏa lực mới nhất, gồm có tổ hợp kính ngắm quan sát ngày và đêm của pháo thủ, máy đo xa laze và máy tính đường đạn. Trang bị hỗ trợ trên AMX-13 có súng máy 7,5mm, còn từ những năm 60, trên một số xe tăng được trang bị 4 hệ thống phóng tên lửa chống tăng điều khiển SS-11 (trên bộ phận đầu tháp pháo) hoặc 6 hệ thống phóng tên lửa chống tăng điều khiển HOT.

## Tính cơ động
AMX 13 được trang bị động cơ bộ chế hòa khí 8 xilanh 8Gxb do hãng SOFAM sản xuất với hệ thống làm mát bằng chất lỏng (nước) và hộp truyền động 5 tầng với các bộ đồng bộ. Cơ chế quay được thực hiện bởi bộ vi sai kép (đôi).
Trong bộ phận truyền động mỗi bên thành xe có 6 trục nâng với hệ thống giảm sóc bên trong. Bánh dẫn động bố trí phía trước, bánh dẫn hướng, phía sau. Băng xích bằng thép với bản lề mở có những mắt xích có thể tháo rời.

## Tính an toàn
Vỏ thép của AMX-13 có thể chống được mảnh đạn, và với việc lắp thêm các diềm chắn hai bên thân xe có thể chịu được đạn xuyên giáp 20mm. Do AMX 13 không được trang bị hệ thống NBC nên xe không thể tham gia tác chiến trong điều kiện chiến tranh hóa học. 

## Các biến thể

### Pháp
AMX-13 kiểu 51 : Đây là phiên bản đầu tiên của AMX-13 được trang bị một pháo nòng xoắn FL-10 75mm, cơ số đạn là 37 viên, sử dụng đạn AP và HE. Ngoài ra, xe còn được trang bị một súng máy cỡ nòng 7,5mm hoặc 7,62mm (3600 viên đạn). Xe còn trang bị 4 hệ thống phóng tên lửa chống tăng điều khiển SS-11 trên bộ phận đầu tháp pháo hoặc 6 hệ thống phóng tên lửa chống tăng điều khiển HOT nằm trong ba hộp phóng ở hai bên tháp pháo.
AMX-13/90 kiểu 52 : Xe được trang bị pháo 90mm với bộ hãm đầu nòng và thiết bị hút khói. 
AMX-13/105 : Xe được trang bị một pháo 105G1 105mm.
AMX 13 Bridgelayer : Xe dựng cầu bọc giáp là một thân xe AMX 13 nhưng không có tháp pháo. Thay vào đó là một chiếc cầu gấp có thể mở ra dài đến 14,01 mét.

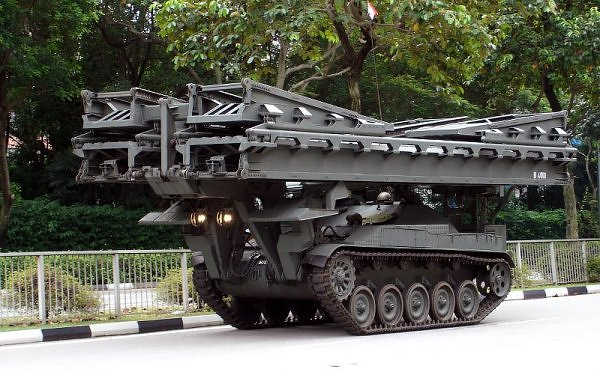
AMX 13 Bridgelayer của Quân đội Singapore

AMX-VCI : Phiên bản xe thiết giáp chở quân.
AMX-13 CD kiểu 55 : Nhiệm vụ của AMX 13 ARV là lật lại hoặc tời kéo những xe thiết giáp, xe tăng bị lật, mất khả năng di chuyển. Tổ lái của xe gồm 3 người: xa trưởng, lái xe và 1 lính kỹ thuật. Xe được trang bị 1 bộ cung cấp năng lượng riêng, 1 cần cần cẩu, 1 tời kéo sau lưng xe và một khoang chứa vật tư phụ tùng phục vụ cho công tác sửa chữa, thay thế. Vũ khí của xe là 1 khẩu 7,62mm không điều khiển. 

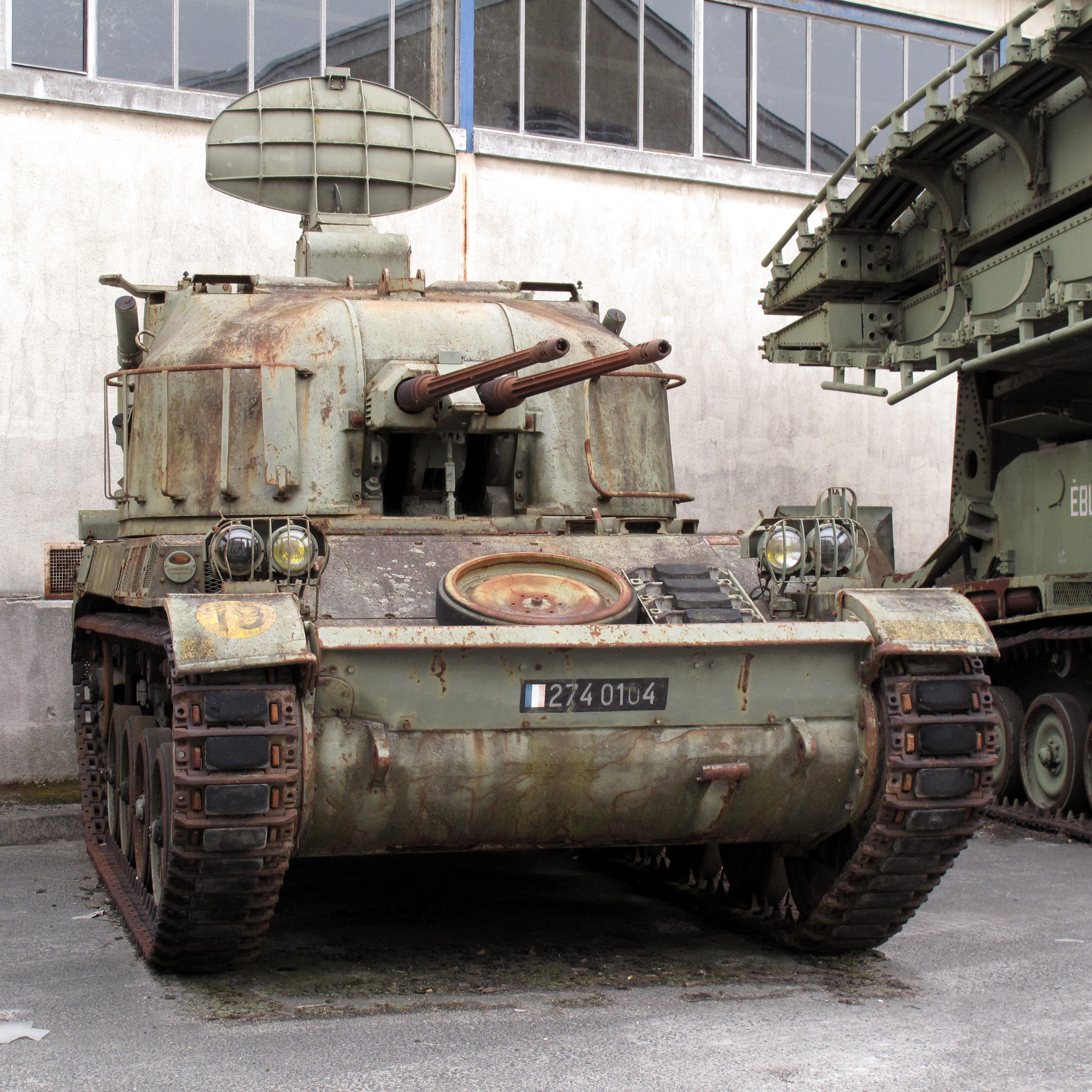
AMX-13 DCA

AMX-13 DCA : Phiên bản phòng không với pháo tự động 30mm. AMX-13 DCA được Pháp nghiên cứu, sản xuất vào năm 1966. Đây là hệ thống được thiết kế trên gầm xe tăng chủ lực AMX-13, được trang bị tháp pháo đúc và pháo tự động 30mm loại Ispano hoặc Erlicon. Thiết bị này bắt đầu gia nhập lực lượng vũ trang năm 1969. Cho đến khi chấm dứt việc sản xuất vào những năm 1980, đã có tổng cộng 60 thiết bị AMX-13 DCA được xuất xưởng, và là thiết bị phòng không tự hành duy nhất trong Quân đội Pháp. Trong hệ thống điều khiển hỏa lực gồm có ra đa DR-VC-1A Orl-Noir, được lắp phía sau tháp pháo. AMX 13 DCA được trang bị một động cơ bộ chế hòa khí làm mát bằng nước SOFAM 8Gxb 250 sức ngựa. AMX-13 DCA là hệ thống phòng không không tồi, mặc dù vào thời điểm này, chúng cũng phần nào trở nên lỗi thời.
AMX 105mm Mk 61 : Phiên bản pháo tự hành.
AMX Mk F3 : Vào thập niên 1960, Quân đội Pháp bắt đầu thực hiện việc thay thế các lựu pháo M41 của Mỹ đang có trong biên chế bằng các thiết bị pháo tự hành nội địa. Loại pháo tự hành này được thiết kế trên gầm xe tăng AMX-13 và được biết tới nhiều với tên gọi AMX Mk F3. Thiết bị này được trang bị hai trụ chống phía sau, được thả xuống đất khi bắn nhằm tăng độ vững chắc cho pháo. AMX Mk F3 bắn đạn nổ 155mm tiêu chuẩn, ngoài ra còn có thể bắn được các loại đạn có động cơ tên lửa, đạn khói hoặc pháo sáng. Hệ thống bảo vệ khỏi vũ khí hủy diệt hàng loạt, đáng tiếc là không có. Xe được lắp đặt động cơ xăng 8 xilanh SOFAM 8Gxb 250 sức ngựa. Dây chuyền sản xuất AMX Mk F3 được ngừng hoạt động vào cuối thấp niên 1980. AMX Mk F3 đã được xuất khẩu sang nhiều quốc gia khác ở Nam Mỹ và Châu Á. Điểm yếu cơ bản của thiết bị này là giáp bảo vệ yếu, kíp xe chỉ có hai người. Các nhược điểm khác trong đó có việc khi nó muốn chuyển động lùi, cần có sự hỗ trợ của xe kéo chuyên dụng.

### Sigapore - AMX-13 SM1

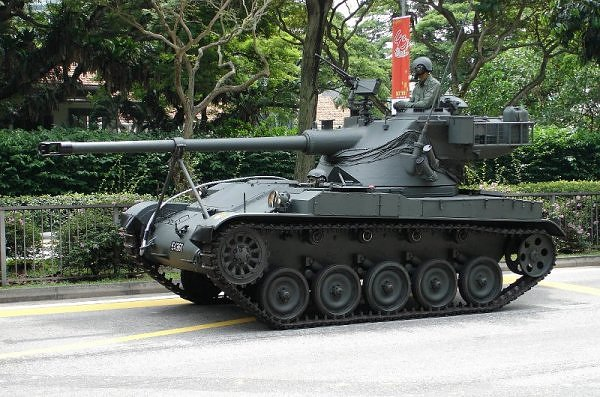
AMX-13 SM1 của Quân đội Singapore

Năm 1969, Israel đã chuyển giao 72 xe tăng AMX 13 đầu tiên cho Quân đội Singapore. Sau một thời gian sử dụng, Quân đội Singapore nhận thấy cần nâng cấp những chiếc AMX 13 đã có phần lỗi thời để phù hợp với chiến tranh hiện đại. Công ty trách nhiệm hữu hạn chế tạo xe Singapore Automotive Engineering Ltd thuộc CIS đã được giao thực hiện việc nâng cấp. Tháng 6 năm 1988, chiếc AMX 13 đầu tiên được nâng cấp lên tiêu chuẩn SM1 đã được hoàn thành. 
Chương trình nâng cấp AMX 13 SM1 bao gồm:
- Động cơ xăng ban đầu được thay thế bằng động cơ diesel Detroit 6V-53T 290 mã lực. Việc thay động cơ mất khoảng 50 phút. Việc trang bị động cơ mới giúp tăng phạm vi hoạt động cũng như khả năng cơ động của xe.
- Hệ thống làm mát động cơ mới do hãng Gallay của Anh sản xuất.
- Hộp số tự động 5WG-180 ZF mới với 5 số tiến và 2 số lùi. Hệ thống nạp đạn tự động mới.
- Một máy phát điện phụ trợ. Máy phát điện này sẽ phục vụ hệ thống lái trợ lực, quay tháp pháo hay các khí tài điện tử khác trên xe. Việc trang bị máy phát điện riêng biệt với động cơ chính giúp AMX 13 SM1 có khả năng sống sót tốt hơn trên chiến trường ngay cả khi động cơ chính bị hỏng.
- Hệ thống treo thanh xoắn được thay bằng hệ thống treo thủy lực kết hợp khí nén. Hệ thống treo mới giúp xe di chuyển tốt hơn trên địa hình gồ ghề.
- Hệ thống vũ khí của AMX 13 bao gồm một pháo chính 75mm và một súng máy đồng trục 7,62mm được giữ nguyên sau khi nâng cấp lên chuẩn SM1. Ở một chiếc còn được trang bị thêm một súng máy 7,62 ở phía trước tháp pháo, khẩu súng này có thể được sử dụng bởi xa trưởng hoặc xạ thủ. Ngoài ra, xe còn được lắp đặt hai ống phóng lựu đạn khói hoạt động bằng điện ở hai bên tháp pháo.
Hiện nay, 350 chiếc AMX 13 trong biên chế Quân đội Singapore đều đã được nâng cấp lên tiêu chuẩn SM1.

### Argentina
Xe tăng AMX 13S của Argentina trang bị động cơ diesel KHD V8 260 mã lực sản xuất trong nước thay cho động cơ xăng SOFAM của Pháp. Xe được lắp đặt tháp pháo FL-12 với pháo 105mm.

### Ecuador
Năm 1988, Ecuador đã tiến hành nâng cấp toàn bộ 108 chiếc tăng AMX 13 đang có trong biên chế. Dự án nâng cấp được hoàn thành vào năm 1990.
Gói nâng cấp bao gồm: 
- Trang bị hệ thống kiểm soát hỏa lực SOPTAC 18, hệ thống này bao gồm một máy đo xa laser và một máy tính đường đạn kỹ thuật số.
- Thay thế động cơ xăng hiện tại bằng động cơ diesel 6 xi-lanh Magirus Deutz 350 mã lực.
- Trang bị pháo CN105-57 (L44) 105mm mới, cơ số đạn là 34 viên (APFSDS-T, HEAT-T, HE).

### Venezuela
AMX 13V : Venezuela đặt mua 36 xe tăng AMX-13 từ Pháp vào giữa những năm 1950. Cuối năm 1988, hãng Mecanique Creusot-Loire của Pháp đã tiến hành đại tu và hiện đại hóa xe tăng AMX-13 theo yêu cầu của Quân đội Venezuela. Việc nâng cấp AMX 13V cho Venezuela kết thúc vào cuối năm 1990. Gói nâng cấp AMX 13V của Venezuela khá giống gói nâng cấp AMX 13 SM1 của Singapore.
Gói nâng cấp AMX 13V bao gồm: 
- Trang bị động cơ diesel 6V-53T 280 mã lực.
- Hộp số tự động.
- Một máy phát điện phụ trợ.
- Hệ thống treo thủy lực kết hợp khí nén.
- Hệ thống điều khiển hỏa lực SOPELEM 18-02 SOPTAC và máy đo xa laser TCV-107.
- Trang bị vũ khí gồm một pháo chính 90 mm và một súng máy đồng trục NF1 7,62 mm.
- Hệ thống thông tin liên lạc Tadiran do Israel sản xuất.
AMX 13 MLRS 160 : Phiên bản tên lửa bắn loạt. Ở phiên bản này tháp pháo của AMX 13 được thay thế bằng hệ thống tên lửa bắn loạt MLRS do Israel sản xuất. hai container chứa đạn 160mm LAR có tầm bắn 45 km được lắp đặt trên thân của AMX 13. Quân đội Venezuela có trong biên chế 25 xe loại này.
AMX 13M51 Ráfaga : Phiên bản phòng không. Tháp pháo của hệ thống phòng không M42 Daster được lắp đặt trên khung gầm của AMX 13. Tháp pháo được lắp pháo phòng không nòng kép 40mm và một súng máy 7,62mm. Nhược điểm chính của phiên bản này là không có hệ thống ra đa điều khiển hỏa lực – xạ thủ phải quan sát mục tiêu bằng mắt thường. Ngoài ra, tháp pháo mở cũng làm giảm khả năng bảo vệ cho kíp xe. 
Thụy Sĩ  
Leichter Panzer 51 : Phiên bản AMX 13 do Thụy Sĩ sản xuất theo giấy phép chuyển giao công nghệ của Pháp. 200 chiếc loại này đã được xuất xưởng. Những xe này mang số serial từ M-78200 đến M-78399. Leichter Panzer 51 phục vụ trong biên chế Quân đội Thụy Sĩ từ năm 1954 đến năm 1980.
Hà Lan
Việc nâng cấp AMX 13 của Quân đội Hà Lan do hãng RDM Technolog đảm nhiệm.
Gói nâng cấp bao gồm:
- Trang bị hệ thống điều khiển hỏa lực mới, gồm có tổ hợp kính ngắm quan sát ngày và đêm của pháo thủ, máy đo xa laser và máy tính đường đạn. 
- Lắp đặt pháo 105mm mới.
Peru
AMX-13PA5 Escorpion :
- Trang bị hệ thống thông tin liên lạc hiện đại. 
- Bốn tên lửa 9M14-2T Malyutka-2T do công ty Yugoimport SDPR của Serbia chế tạo,
AMX-13PA8 Escorpion-2 : 
- Lắp đặt súng máy 7,62 mm và 12,7 mm mới.
- Lắp đặt bốn tên lửa chống tăng Barrier R-2 của Ukraine ở hai bên tháp pháo.
- Hệ thống ngắm - bắt bám mục tiêu tự động - dẫn bắn laser cho tên lửa Barrier R-2.
- Hệ thống kiểm soát hỏa lực Dante (gồm tổ hợp kính ngắm quan sát ngày và đêm, máy đo xa laser và máy tính đường đạn) cho pháo CN 57 105mm.
- Sử dụng đạn APFSDS-T.
Israel
AMX 13 Nimda : Công ty quốc phòng Nimda của Israel đã giới thiệu ra thị trường một gói nâng cấp toàn diện xe tăng AMX 13. Gói nâng cấp AMX 13 Nimda bao gồm: 
- Động cơ diesel Detroit 6V-53T 275 mã lực.
- Hộp số tự động Nimda N303.
- Trang bị hệ thống vũ khí mới.
- Hệ thống điều khiển hỏa lực mới.
- Hệ thống chữa cháy tự động.
- Bổ sung giáp bảo vệ.